# NGC 4292
NGC 4292 (również PGC 39922 lub UGC 7404) – galaktyka soczewkowata (SB0), znajdująca się w gwiazdozbiorze Panny. Odkrył ją John Herschel 7 kwietnia 1828 roku. Należy do Gromady w Pannie. Jest to galaktyka z aktywnym jądrem typu LINER.